# قصر قدور
قصر قدور (به عربی: قصر قدور) یک شهرداری در الجزایر است که در استان ادرار واقع شده‌است. قصر قدور ۳٬۵۰۰ نفر جمعیت دارد.